# Club Atlético River Plate 1912
Questa voce raccoglie le informazioni riguardanti il Club Atlético River Plate nelle competizioni ufficiali della stagione 1912.

## Stagione
Il River terminò ultimo tra i sei partecipanti alla Copa Campeonato, decimata dalla separazione di alcune squadre che aveva dato origine alla Federación Argentina de Football. Delle tre vittorie ottenute, una (quella con il Belgrano) fu a tavolino.

## Maglie e sponsor
| Casa |

## Rosa
| N. |                      | Ruolo | Calciatore            |
| -- | -------------------- | ----- | --------------------- |
|    | Argentina (bandiera) | P     | J. Alessi             |
|    | Argentina (bandiera) | P     | Domingo De Ambrosio   |
|    | Argentina (bandiera) | D     | Pedro Calneggia       |
|    | Argentina (bandiera) | D     | Arturo Chiappe        |
|    | Argentina (bandiera) | C     | Atilio Badaracco      |
|    | Argentina (bandiera) | C     | Juan Carlos Baigorria |
|    | Argentina (bandiera) | C     | Agustín Lanata        |
|    | Argentina (bandiera) | C     | Claudio Leiva         |
|    | Argentina (bandiera) | C     | Bernardo Messina      |
|    | Argentina (bandiera) | C     | Ernesto Palma         |
|    | Argentina (bandiera) | C     | S. Papf               |
|    | Argentina (bandiera) | C     | Lázaro Peria          |
|    | Argentina (bandiera) | C     | Atilio Peruzzi        |

| N. |                      | Ruolo | Calciatore            |
| -- | -------------------- | ----- | --------------------- |
|    | Argentina (bandiera) | C     | Carlos Rossi          |
|    | Argentina (bandiera) | C     | Antonio Sparnocchia   |
|    | Argentina (bandiera) | C     | Adolfo Tula           |
|    | Argentina (bandiera) | A     | Antonio Ameal Pereyra |
|    | Argentina (bandiera) | A     | Adrián Bergogne       |
|    | Argentina (bandiera) | A     | Johnny Diggs          |
|    | Argentina (bandiera) | A     | Luis Galeano          |
|    | Argentina (bandiera) | A     | Federico Gómez        |
|    | Argentina (bandiera) | A     | Antonio Martínez      |
|    | Argentina (bandiera) | A     | Alberto Panney        |
|    | Argentina (bandiera) | A     | P. Polimeni           |
|    | Argentina (bandiera) | A     | Arturo Prandoni       |
|    | Argentina (bandiera) | A     | Stewart               |

## Statistiche

### Statistiche di squadra
| Competizione    | Punti | Totale | Totale | Totale | Totale | Totale | Totale | DR  |
| Competizione    | Punti | G      | V      | N      | P      | Gf     | Gs     | DR  |
| --------------- | ----- | ------ | ------ | ------ | ------ | ------ | ------ | --- |
| Copa Campeonato | 7     | 10     | 3      | 1      | 6      | 8      | 23     | -15 |
| Totale          | -     |        |        |        |        |        |        | -   |